# Apple A11
Apple A11 Bionic (англ. A11 Bionic chip) — система на кристалле компании Apple из серии Apple Ax. В состав системы входит 64-битный 6-ядерный ARM-микропроцессор 2017 года с архитектурой ARMv8-A. Изготавливается по 10-нанометровому FinFET техпроцессу CLN10FF контрактным производителем TSMC. Содержит 4,3 млрд транзисторов.

## Описание
Основные блоки A11 Bionic — это вычислительные и графические ядра: чип содержит два производительных крупных вычислительных ядра и четыре энергоэффективных малых вычислительных ядра. По сравнению с Apple A10 место расположения основных блоков не изменилось и весовые доли основных блоков также не изменились: вычислительные ядра занимают 15 % кристалла A11 Bionic, а графические — 20 %, SRAM — 8 %.
Тип упаковки, в которой собран A11 Bionic, может относиться к фирменной упаковке package-on-package компании TSMC или InFo-PoP, и аналогичным образом упакован процессор Apple A10. В качестве микросхемы памяти в составе микросборки используются 3-гигабайтовые чипы LPDDR4 компании Micron, а в некоторых случаях — компании Samsung.
A11 Bionic стал потреблять меньше электроэнергии, чем Apple A10, несмотря на то, что высокопроизводительные ядра теперь на 25 % мощнее и энергоэффективнее на 70 %.

### Neural Engine
Отличительной особенностью чипов A11 Bionic стало появление в составе данного чипа нейронного процессора Neural Engine.

## Применение
Устройства, использующие Apple A11 Bionic:
- iPhone 8 — сентябрь 2017 — апрель 2020;
- iPhone 8 Plus — сентябрь 2017 — апрель 2020;
- iPhone X — ноябрь 2017 - сентябрь 2018[8].